# Christy Martin
Christy Martin, właśc. Christopher David Martin (ur. ? w Athlone, zm. 30 sierpnia 1958) – irlandzki piłkarz występujący na pozycji napastnika.
W swojej karierze grał w klubach ze Szkocji oraz Stanów Zjednoczonych.
W 1925 wystąpił w jednym meczu reprezentacji Irlandii prowadzonej przez IFA, grając 28 lutego w spotkaniu British Home Championship przeciwko Szkocji, zakończonym porażką 0:3.
Dwa lata później, 23 kwietnia 1927, zagrał dla reprezentacji Irlandii pod egidą FAI w towarzyskim meczu przeciwko Włochom, zakończonym porażką 1:2.